# Corrinea aurata
Corrinea aurata är en skalbaggsart som beskrevs av Wooldridge 1980. Corrinea aurata ingår i släktet Corrinea och familjen lerstrandbaggar. Inga underarter finns listade i Catalogue of Life.